# Familiaris Consortio
Familiaris Consortio is een postsynodale apostolische exhortatie van paus Johannes Paulus II aan de bisschoppen, de priesters en de gelovigen van heel de Rooms-Katholieke Kerk waarin hij de centrale rol van de christelijke familie benadrukt in de moderne wereld. Ze verscheen in 1981 op het hoogfeest van Christus Koning. Familiaris Consortio is de samenvatting van de bisschoppensynode die in Rome van 26 september tot 25 oktober 1980 over dit onderwerp werd gehouden.
- Inleiding (1 - 3)
- Deel 1 - Licht en schaduw van het gezin in deze tijd (4 - 10)
- Deel 2 - Gods bedoeling met het huwelijk en met het gezin (11 - 16)
- Deel 3 - De taken van het Christelijk gezin (17 - 64)
- Deel 4 - De Gezinspastoraal: fasen, structuren, werkers en situaties (65 - 85)
- Deel 5 - Besluit (86)

In de exhortatie wordt uiteengezet hoe het gezin vervuld kan worden door het accepteren van het Evangelie. Het gezin is gewild door God vanaf de schepping  als een plaats waar nieuw leven fysiek, psychologisch en religieus kan opgroeien. Het gezin heeft vier taken die in de exhortatie nader worden uitgelegd: de vorming van een personengemeenschap, de dienst aan het leven, de deelname aan de ontwikkeling van de maatschappij en ten slotte de deelname aan het leven en de zending van de Kerk.
De synode constateerde tegelijkertijd dat op verschillende plaatsen in de wereld het huwelijk onder druk staat. Dit uit zich onder andere in het groeiend aantal irreguliere samenlevingsvormen, zoals alleenstaande ouders, homoseksuele relaties en gescheiden en hertrouwde ouders. 
Familiaris Consortio geeft een goede samenvatting van de visie van de Kerk op huwelijk en gezin.